# 岩手県道244号金田一温泉線

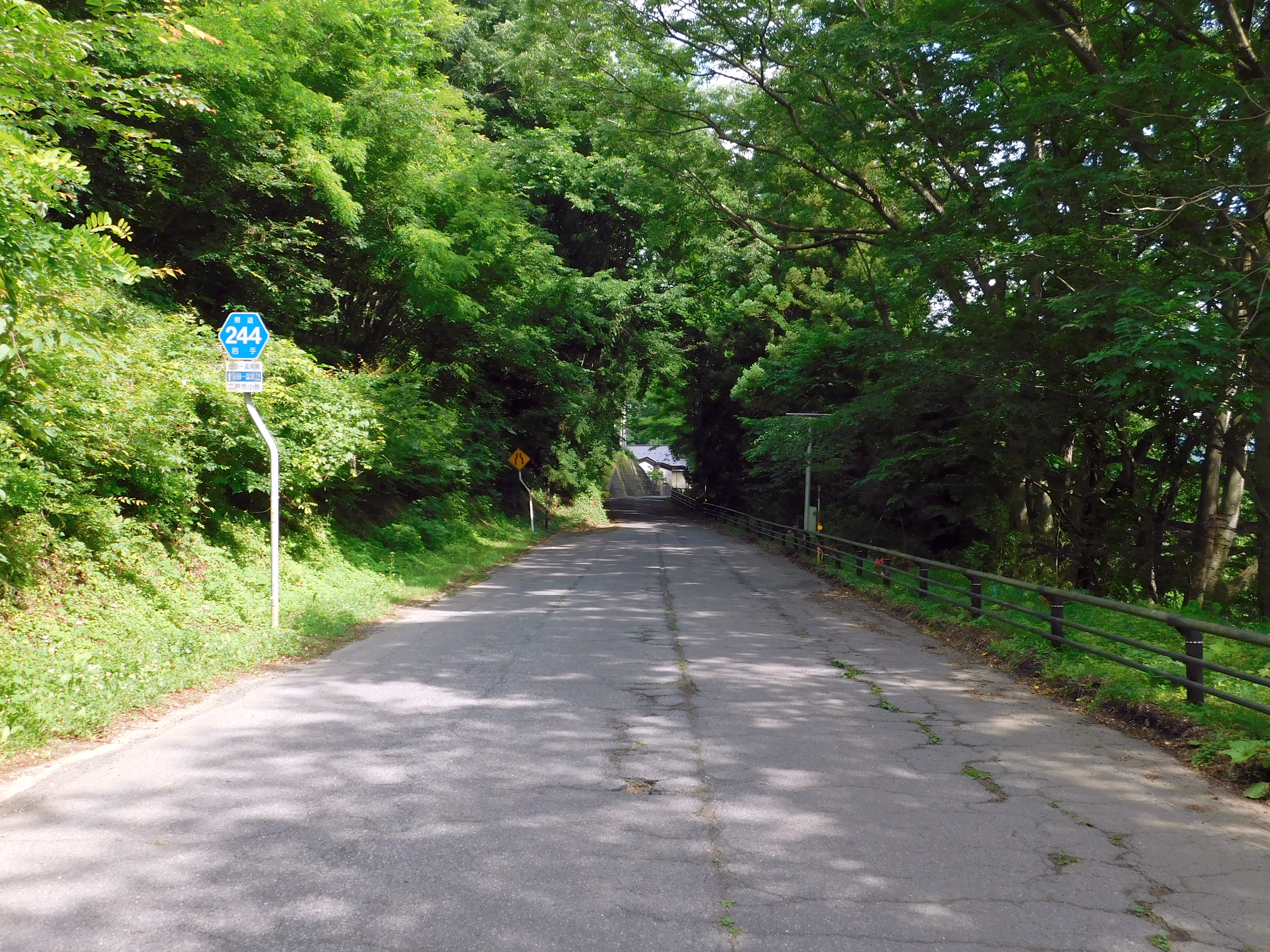
終点附近を起点方向に向かって

岩手県道244号金田一温泉線（いわてけんどう244ごう きんたいちおんせんせん）は、岩手県二戸市を通る一般県道である。

## 概要
起点の金田一温泉から国道4号交点に至る。終点付近は一部旧国道4号を引き継いでおり、真上をJR東北新幹線が通っている。起点の湯田地区より南は市道となり、国道395号へつながっている。

### 路線データ
- 起点：二戸市金田一字湯田（ゆうゆうゆ〜らく前）
- 終点：二戸市金田一字段ノ越（国道4号金田一バイパス北口）

## 地理

### 通過する自治体
- 二戸市

### 交差する道路
- 国道4号（終点）